# Francesco Bassano, o Jovem
Francesco Bassano, o Jovem (26 de janeiro de 1549–4 de julho de 1592 (43 anos)), conhecido também como Francesco Giambattista da Ponte ou Francesco da Ponte, o Jovem, foi um pintor italiano do Renascimento.

## História
Franscesco nasceu em Bassano del Grappa, perto de Veneza, filho mais velho de Jacopo Bassano e neto de Francesco da Ponte, o Velho. Estudou com seu pai e trabalhou na oficina da família Bassano junto com seus três irmãos, incluindo Giambattista e Girolamo. Mudou-se para Veneza, onde cuidou dos negócios da família na cidade e foi contratado para pintar uma série de pinturas históricas no Palácio do Doge. Propenso a ataques de hipocondria, que agravavam suas outras enfermidades, Francesco se suicidou jogando-se de uma janela depois da morte de seu pai em 1592. Seu terceiro irmão, Leandro Bassano, continuou seu legado nas artes.